# Eladio Benítez
Eladio Benítez, vollständiger Name Eladio Benítez Amuedo, (* 24. Februar 1939 in Uruguay; † 23. Oktober 2018) war ein uruguayischer Fußballspieler und -trainer.

## Karriere

### Vereine
Offensivakteur Benítez begann seine Karriere als 14-jähriger 1953 beim Racing Club de Montevideo. Von 1957 bis 1963 gehörte er der Profimannschaft des Klubs an. Am 21. Juli 1957 traf er beim 5:2-Sieg gegen Liverpool Montevideo im Rahmen des Torneo Competencia als erster Spieler der Vereinsgeschichte viermal in einem Meisterschaftsspiel ins gegnerische Tor. Er wurde zudem in der Saison 1958 mit 16 erzielten Treffern Torschützenkönig der Segunda División. 1964 wechselte er ins Ausland und war dort für Deportes Temuco, Green Cross und Unión La Calera aktiv. In der Saison 1969/70 ist eine Karrierestation bei Rangers de Talca für ihn verzeichnet. Für die Chilenen erzielte er drei Tore bei neun Einsätzen. Später wirkte er auch als Trainer bei Rangers de Talca.

### Nationalmannschaft
Benítez debütierte am 28. Juli 1957 in der uruguayischen A-Nationalmannschaft. Insgesamt absolvierte er sechs Länderspiele. Dabei schoss er ein Tor. Sein letzter Länderspieleinsatz in der „Celeste“ datiert vom 15. August 1962. Bereits im März 1959 nahm er mit Uruguay an der Südamerikameisterschaft teil. Er gehörte sodann auch dem Aufgebot bei der zweiten Südamerikameisterschaft jenes Jahres im Dezember 1959 an, das den Kontinentalmeistertitel gewann.

### Erfolge
- Südamerikameister: 1959